# Az utolsó szamuráj
Az utolsó szamuráj (eredeti címe The Last Samurai) 2003-as amerikai történelmi kalandfilm, Edward Zwick rendezésében, Vatanabe Ken és Tom Cruise főszereplésével.

## Rövid összefoglaló
Nathan Algren százados (Tom Cruise) sodródó ember, valaha vívott harcai távoliak és értelmüket vesztették. Egykor a becsületért és a hazáért kockáztatta életét, de az amerikai polgárháború óta a világ megváltozott, a célszerűség felváltotta a bátorságot, az önérdek lépett az önfeláldozás helyébe, a dicsőségnek pedig nyoma veszett. Különösen az amerikai nyugaton, ahol Algren századosnak az indiánok elleni hadjáratban vállalt szerepe kiábrándultsággal végződött.
Valahol a Vasita-folyó környéki könyörtelen pusztákon Algren elvesztette a lelkét. Egy világgal odébb egy másik harcos látja szétesni addigi életmódját. Ő Kacumoto (Vatanabe Ken), a harcosok egy ősi csoportjának, az életüket a japán császár és a haza szolgálatának szentelő, tisztelet övezte szamurájoknak az utolsó vezetője. A modernitás ugyanúgy, ahogy a vadnyugatra átterjedt, bekerítve az amerikai bennszülötteket és megpecsételve a sorsukat, körbevette az ősi Japánt is. A távíróvonalak és a vasút, mely elhozta a haladást, azon értékeket és törvényeket fenyegetik, melyek szerint a szamurájok addig évszázadokon keresztül éltek és haltak. De Kacumoto nem adja harc nélkül. A két harcos útja találkozik, mikor az ifjú japán császár, a japán piacokra éhes amerikai érdekek nyomására Algrent Japán első, modern, sorozott hadseregének kiképzésével bízza meg. De ahogy a császár tanácsadói egy nyugatiasabb és kereskedelembarát kormányzatot előkészítve mindent elkövetnek a szamurájok felszámolására, Algrenre váratlanul mély benyomást gyakorolnak a szamurájokkal való találkozásai, lévén világszemléletük egykori önmagára emlékeztetik.
A hányatott sorsú amerikai katona két korszak és két világ közti küzdelem középpontjában találja magát. A becsülete az egyetlen, ami vezérelheti.

## Szereposztása
| Szerep                        | Színész               | Szinkronhang      |
| ----------------------------- | --------------------- | ----------------- |
| Katsumoto                     | Ken Watanabe          | Csankó Zoltán     |
| Nathan Algren                 | Tom Cruise            | Rékasi Károly     |
| Winchester képviselő          | William Atherton      | Rosta Sándor      |
| Winchester képviselőhelyettes | Chad Lindberg         |                   |
| Látogató a gyűlésteremben     | Ray Godshall, Sr.     |                   |
| Zebulon Gant                  | Billy Connolly        | Szersén Gyula     |
| Bagley ezredes                | Tony Goldwyn          | Nagy Ervin        |
| Omura                         | Masato Harada         | Várkonyi András   |
| Omura társa                   | Masashi Odate         |                   |
| Omura testőre                 | John Koyama           |                   |
| Simon Graham                  | Timothy Spall         | Verebély Iván     |
| Meiji császár                 | Shichinosuke Nakamura | Dányi Krisztián   |
| Hasegawa tábornok             | Togo Igawa            |                   |
| Nobutada                      | Shin Koyamada         | Rajkai Zoltán     |
| Swanbeck nagykövet            | Scott Wilson          | Dobránszky Zoltán |